# Pompeia
Pompeia ou Pompeios (lat. Pompeii) foi uma cidade do Império Romano situada a 22 km da cidade de Nápoles, na Itália, no território do atual município de Pompeia. A antiga cidade foi destruída durante uma grande erupção do vulcão Vesúvio no ano 79 d.C., que provocou uma intensa chuva de cinzas que sepultou completamente a cidade. Ela se manteve oculta por 1600 anos, até ser reencontrada por acaso em 1748. Cinzas e lama protegeram as construções e objetos dos efeitos do tempo, moldando também os corpos das vítimas, o que fez com que fossem encontradas do modo exato como foram atingidas pela erupção. Desde então, as escavações proporcionaram um sítio arqueológico extraordinário, que possibilita uma visão detalhada na vida de uma cidade dos tempos da Roma Antiga.
Classificada como Patrimônio Mundial pela UNESCO, juntamente com Herculano e Torre Annunziata, Pompeia é uma das atrações turísticas mais populares da Itália, com aproximadamente 2 500 000 visitantes por ano.

## História
As escavações arqueológicas estenderam-se ao nível da rua quando do evento vulcânico de 79; escavações aprofundadas em partes mais antigas de Pompeia e amostras de solo de perfurações em locais vizinhos expuseram camadas de um sedimento misto que sugere que a cidade fora atingida por eventos vulcânicos e sísmicos em outras ocasiões. Três placas de sedimento foram detectadas na cobertura de lava que repousava sobre a cidade e, misturado ao sedimento, arqueólogos encontraram amostras de osso animal, cacos de cerâmica e plantas. Utilizando o método de datação por radiocarbono, foi descoberto que a camada mais antiga pertencia aos séculos VIII-VI a.C., data aproximada da fundação da cidade. As outras duas camadas separam-se das demais por camadas de solo trabalhado ou pavimento romano, constituídas por volta dos séculos IV e II a.C.. Especula-se que as camadas de sedimento misto tenham sido criadas por imensos deslizamentos, provocados provavelmente por chuva constante.

### Primórdios

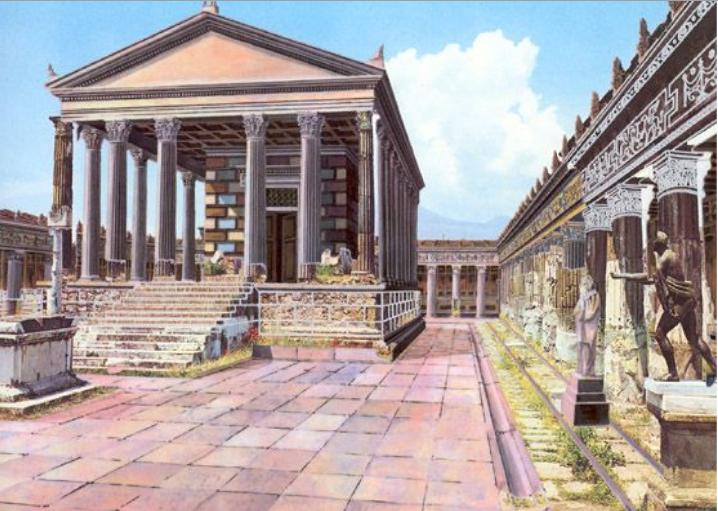
Representação artística feita pela Universidade de Ferrara do Templo de Apolo em seu auge

A cidade foi fundada por volta dos séculos VI e século VII a.C. pelos oscos, um povo da Itália central, no local onde situava-se um importante cruzamento entre Cumas, Nola e Estábia. O local já havia sido utilizado anteriormente como porto seguro pelos marinheiros gregos e fenícios. De acordo com Estrabão, Pompeia foi capturada pelos etruscos, e escavações recentes de fato mostraram a presença de inscrições etruscas e uma necrópole do século VI a.C. A cidade fora capturada pela primeira vez pela colônia grega de Cumas, aliada a Siracusa, entre 525 e 474 a.C..
No século V a.C., ela foi recapturada pelos sâmnios, juntamente com todas as outras cidades em torno de Campânia. Os novos governantes então impuseram seu estilo de arquitetura, ampliando a cidade. Após as Guerras Samnitas, Pompeia foi forçada a aceitar o status de socium de Roma, mantendo, no entanto, autonomia linguística e administrativa. A cidade foi fortificada no século IV a.C., e durante a Segunda Guerra Púnica permaneceu fiel a Roma.
Pompeia integrou a guerra que as cidades de Campânia empreenderam contra Roma, mas em 89 a.C. foi dominada por Sula. Embora uma parte da Liga Social, liderada por Lúcio Cluêncio, tenha auxiliado na resistência aos romanos, Pompeia foi forçada a se render em 80 a.C. após a conquista de Nola, culminando com a tomada de terras pelos veteranos de Sula, enquanto aqueles contrários a Roma foram expulsos de suas casas. Tornou-se uma colônia romana sob o nome Colônia Cornélia Venéria dos Pompeianos (em latim: Colonia Cornelia Veneria Pompeianorum), transformando-se num importante corredor de bens que chegavam do mar e precisavam ser transportados a Roma ou ao sul da Itália através da vizinha via Ápia. A produção de água, vinho e agricultura também tornou-se aspecto importante da cidade.
O abastecimento de água era feito por uma ramificação do Água Augusta, construído em 20 a.C. por Agripa; o canal principal abastecia diversas outras cidades grandes, e por fim a base naval de Miseno. O castelo de Pompeia permaneceu bem conservado com o tempo, e inclui muitos detalhes da rede de distribuição e seus controles.

### Século I

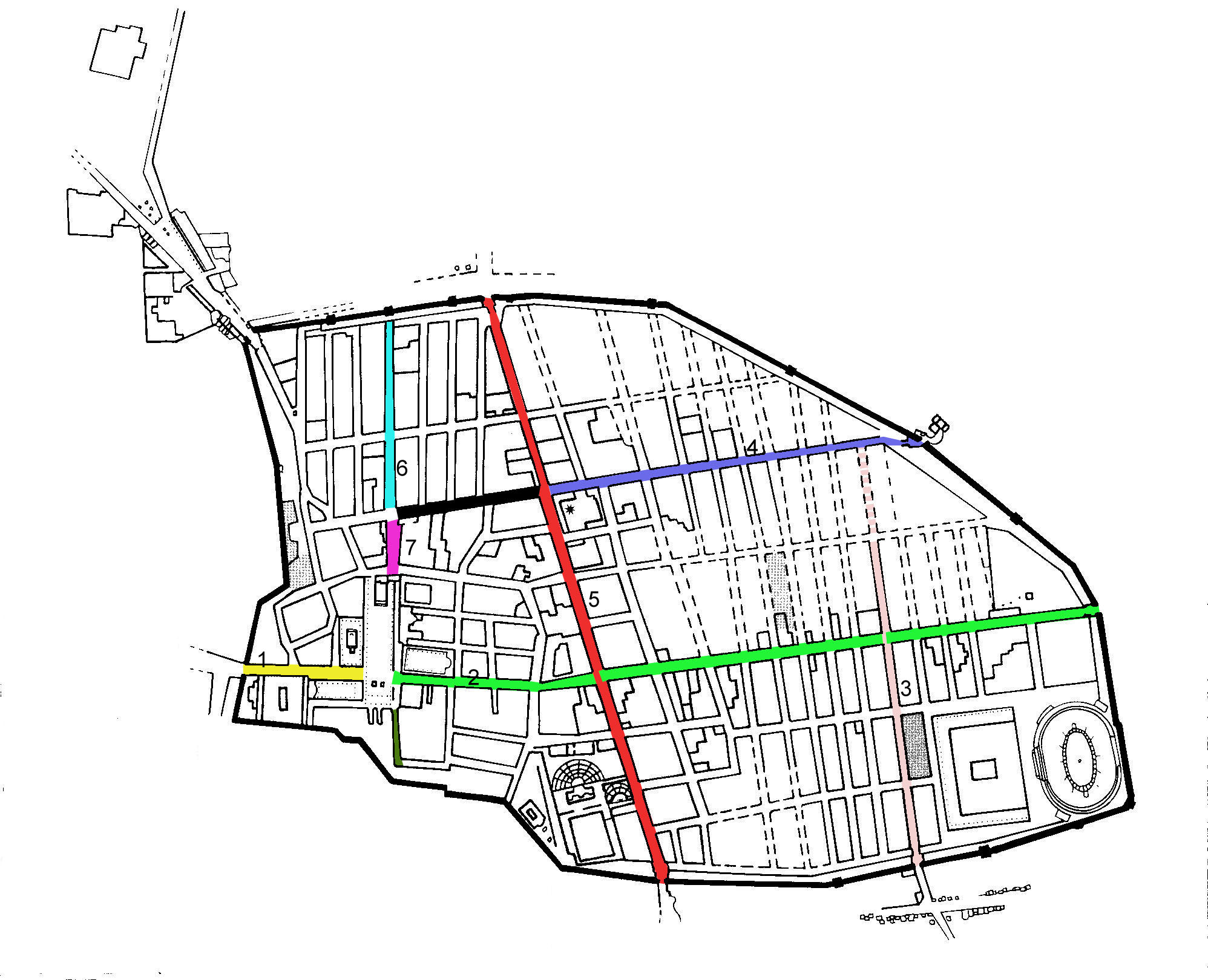
Mapa de Pompeia com as principais vias da cidade, o Cardo Máximo em vermelho e o Decúmano Máximo em verde e roxo. Na extremidade sudoeste situa-se o fórum principal e a parte mais antiga da cidade

A cidade escavada oferece uma amostra da vida romana no século I, congelada no momento em que foi sepultada pela erupção do Vesúvio em 79. O fórum, os banhos, muitas casas, e algumas vilas nos arredores, como a Vila dos Mistérios, permaneceram incrivelmente bem preservadas.
Pompeia era um lugar movimentado, e evidências demonstram diversos detalhes do cotidiano da cidade. No chão de uma das casas, por exemplo, está a inscrição Salve, lucru (Bem-vindo, dinheiro), no local onde funcionava um comércio; jarras de vinho trazem um dos primeiros exemplos de trocadilho mercadológico, Vesuvino (combinando as palavras em latim para Vesúvio e vinho); e nas paredes, grafite mostram exemplos verdadeiros do latim de rua (o latim vulgar, um dialeto diferente do latim clássico ou literário).
Em 89 a.C., após a ocupação definitiva da cidade pelo general romano Lúcio Cornélio Sula, Pompeia foi finalmente anexada à República Romana. Nesta época, a cidade passou por um amplo processo de desenvolvimento infraestrutural, a maior parte concluída durante o período Agostiniano. Da arquitetura do período destacam-se um anfiteatro, uma palestra com uma piscina central (usada para fins decorativos), um aqueduto que abastecia as aproximadamente 25 fontes de rua, pelo menos quatro banhos públicos, um grande número de domus e casas de comércio. O anfiteatro, em particular, foi citado por estudiosos modernos como um exemplo de design sofisticado, especificamente no quesito de controle de multidões. O aqueduto era ligado aos três encanamentos principais do castelo da água (em latim: Castellum Aquae), onde a água era coletada antes de ser distribuída à cidade.
O grande número de afrescos também ajudaram a formar uma imagem da vida cotidiana na época, representando um enorme avanço na história da arte do mundo antigo, com a inclusão dos estilos pompeanos. Alguns aspectos culturais eram marcadamente eróticos, incluindo a veneração ao falo. Uma expressiva coleção de objetos e afrescos eróticos foi reunida em Pompeia, mas, considerada obscena, permaneceu até 1967 escondida em um gabinete secreto do Museu Arqueológico Nacional de Nápoles.

### 67-79
Na época da erupção, a cidade tinha aproximadamente 20 000 habitantes, estando localizada na região onde os romanos mantinham suas vilas de férias. Os moradores já haviam se habituado a tremores de terra de pequena intensidade, mas, em 5 de fevereiro de 62, um grave sismo provocou danos consideráveis na baía e particularmente em Pompeia. Acredita-se que o terremoto tenha atingido uma intensidade de 5 ou 6 na escala de Richter, provocando caos na cidade, então em festividades. Templos, casas e pontes foram destruídos, e as cidades vizinhas de Herculano e Nuceria foram também afetadas. Não se sabe quantas pessoas deixaram Pompeia, mas um número expressivo mudou-se para outros territórios do Império Romano, enquanto as remanescentes deram início à árdua tarefa de superar os saques, fome e destruição, enquanto tentavam reconstruir a cidade.
Pesquisas recentes tentam estabelecer quais estruturas estavam sendo reconstruídas na época da erupção. Algumas das pinturas mais antigas e danificadas podem ter sido cobertas por novas, e instrumentos modernos são utilizados para desencobrir os afrescos ocultos. Especula-se que a razão de as reformas persistirem dezessete anos depois do sismo foi o aumento da frequência de pequenos terremotos, que por sua vez levaram à erupção.

### Erupção do Vesúvio

O último dia de Pompeia, de Karl Bryullov (1830-33)

Por volta do século I, Pompeia era uma das várias cidades localizadas no entorno do Vesúvio. O local tinha uma população expressiva, que se mantinha próspera graças à renomada terra fértil da região. Muitas das localidades vizinhas a Pompeia, como Herculano, também sofreram danos e destruição severa com a erupção de 79.
Um estudo vulcanológico multidisciplinar e bio-antropológico das consequências e vítimas da erupção, aliado à simulações e experimentos numéricos, indicam que no Vesúvio e nas cidades circunvizinhas, o calor foi a principal causa de morte, no que anteriormente se supunha ser devido às cinzas e sufocação. Os resultados do estudo demonstram que a exposição ao calor de pelo menos 250 °C a uma distância de 10 quilômetros da erupção foi suficiente para causar morte instantânea, mesmo daqueles abrigados em construções.
A população e construções de Pompeia foram cobertos por doze diferentes camadas de piroclasto, que caiu durante seis horas e totalizou 25 metros de profundidade. Plínio, o Jovem forneceu um relato de primeira-mão da erupção do Vesúvio de sua posição em Miseno, do outro lado do golfo de Nápoles, numa versão escrita 25 anos após o evento. A experiência provavelmente ficou gravada em sua memória devido ao trauma da ocasião e também pela perda de seu tio, Plínio, o Velho, com o qual ele tinha uma relação próxima. Seu tio morreu enquanto tentava resgatar vítimas isoladas; como almirante da armada, ele havia ordenado que os navios da Marinha Imperial atracados em Miseno atravessassem o golfo para auxiliar nas tentativas de evacuação. Os vulcanologistas reconheceriam mais tarde a importância dos relatos de Plínio, o Jovem ao definir situações semelhantes às da erupção do Vesúvio como "plinianas".
A erupção foi documentada por historiadores contemporâneos e, em geral considera-se, a partir do texto de Plínio, que tenha começado em 24 de agosto de 79. As escavações arqueológicas, no entanto, sugerem que a cidade foi dizimada aproximadamente dois meses depois. Isto é confirmado por outra versão do texto, que estabelece a data da erupção como 23 de novembro. As pessoas sepultadas nas cinzas parecem vestir trajes mais quentes do que as roupas de verão que poderiam estar vestindo em agosto. As frutas frescas e vegetais nas lojas são típicos de outubro, enquanto que as frutas de verão típicas de agosto já estavam sendo vendidas de forma seca ou em conserva. As jarras de fermentação de vinho estavam seladas, e isto costumava ocorrer por volta do final de outubro. Entre as moedas encontradas na bolsa de uma mulher, estava uma que trazia uma homenagem ao décimo-quinto ano do imperador no poder, concluindo-se daí que ela só poderia ter sido cunhada na segunda semana de setembro. Até hoje, não há uma teoria definitiva sobre a razão de uma discrepância tão grande entre as datas.

### Redescoberta

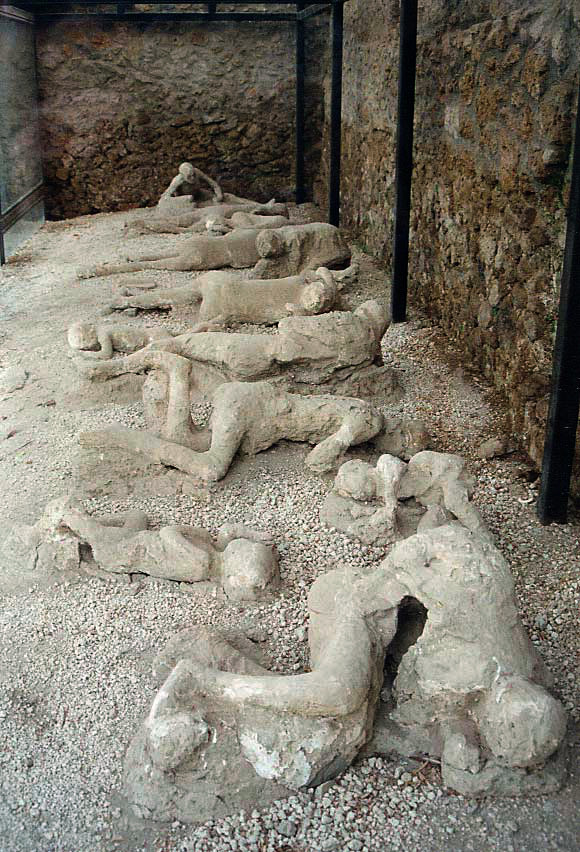
Jardim dos Fugitivos, com os moldes em gesso das vítimas do Vesúvio

Depois que as grossas camadas de cinzas cobriram Pompeia e Herculano, estas cidades foram abandonadas e seus nomes e localizações acabaram esquecidos. A primeira vez em que parte delas foi redescoberta foi em 1599, quando a escavação de um canal subterrâneo para desviar o curso do rio Sarno esbarrou acidentalmente em muros antigos cobertos de pinturas e inscrições. O arquiteto Domenico Fontana foi então chamado, e ele escavou alguns outros afrescos antes de mandar que tudo fosse coberto novamente. Tal procedimento foi visto posteriormente tanto como um ato de preservação do sítio para gerações posteriores quanto um ato de censura, considerando-se o conteúdo sexual das pinturas e o clima moralista e classicista da contrarreforma na época.
Herculano foi apropriadamente redescoberta em 1738 por operários que escavavam as fundações do palácio de verão do rei de Nápoles, Carlos III. Pompeia foi redescoberta como resultado de escavações intencionais realizadas em 1748 pelo engenheiro militar espanhol Rocque Joaquin de Alcubierre. As duas cidades passaram então a ser exploradas, revelando muitas construções e pinturas intactas. Carlos III demonstrou bastante interesse nas descobertas, mesmo após se tornar rei da Espanha, pois a exibição das antiguidades reforçava o poder político e cultural de Nápoles.
As primeiras escavações profissionais foram supervisionadas por Karl Weber. Em seguida foi a vez do engenheiro militar Francisco la Vega, que em 1804 foi sucedido por seu irmão Pietro. Em 1860, as escavações foram assumidas por Giuseppe Fiorelli. No começo da exploração, descobriu-se que espaços vagos ocasionais nas camadas de cinzas continham restos humanos. Foi Fiorelli que percebeu que aqueles eram espaços deixados por corpos decompostos, desenvolvendo então uma técnica de injetar gesso neles para recriar perfeitamente o formato das vítimas do Vesúvio. O resultado foi uma série de formas lúgubres e extremamente fiéis dos habitantes de Pompeia incapazes de escapar, preservados em seu último instante de vida, alguns com uma expressão de terror claramente visível. Esta técnica é utilizada até hoje, mas com resina no lugar do gesso, por ser mais durável e não destruir os ossos, o que permite análises mais aprofundadas.
Em 1819, quando o rei Francisco I das Duas Sicílias, acompanhado de sua esposa e filha, visitou uma exposição sobre Pompeia no Museu Arqueológico Nacional de Nápoles, ficou tão constrangido com as obras de arte eróticas que decidiu encerrá-las em um gabinete secreto, acessível apenas a "pessoas maduras e de moral respeitável". Aberta, fechada, reaberta novamente e por fim lacrada por quase 100 anos, a câmara foi tornada acessível novamente no final da década de 1960, e finalmente reaberta para visitação em 2000. Menores de idade, no entanto, só podem visitar o ex-gabinete secreto na presença de um responsável ou com autorização por escrito.

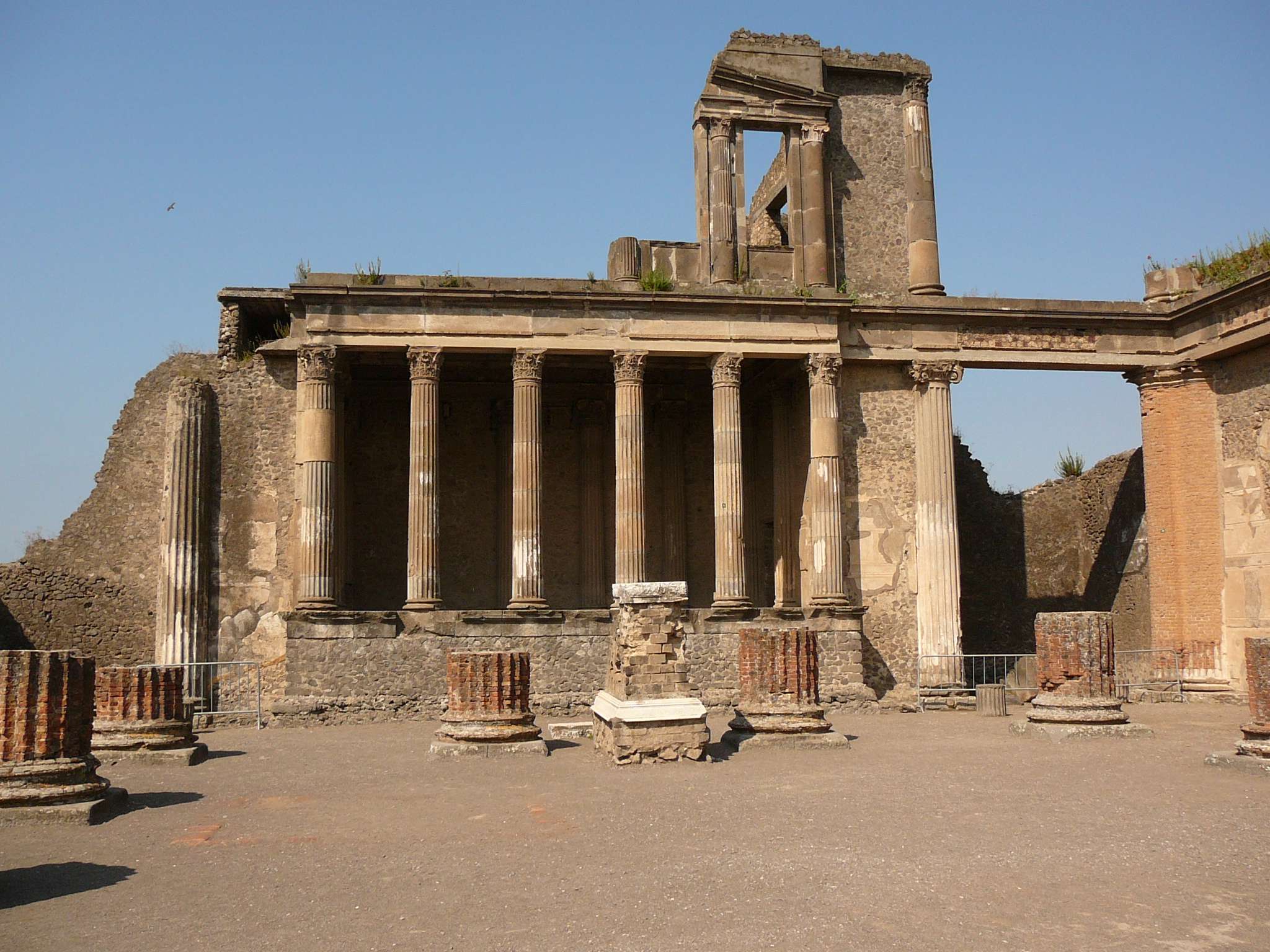
Basílica em ruínas
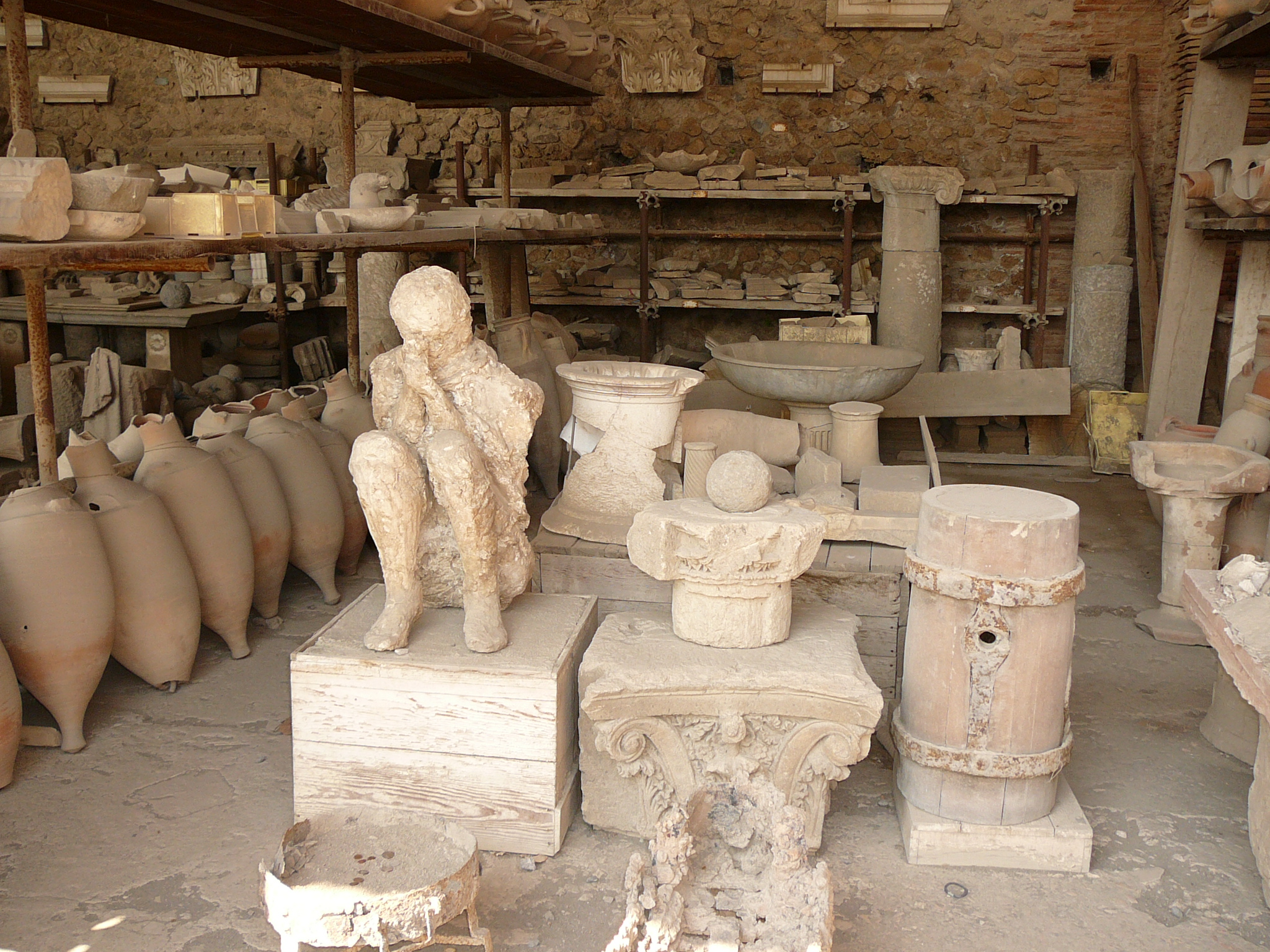
Objetos recuperados em Pompeia
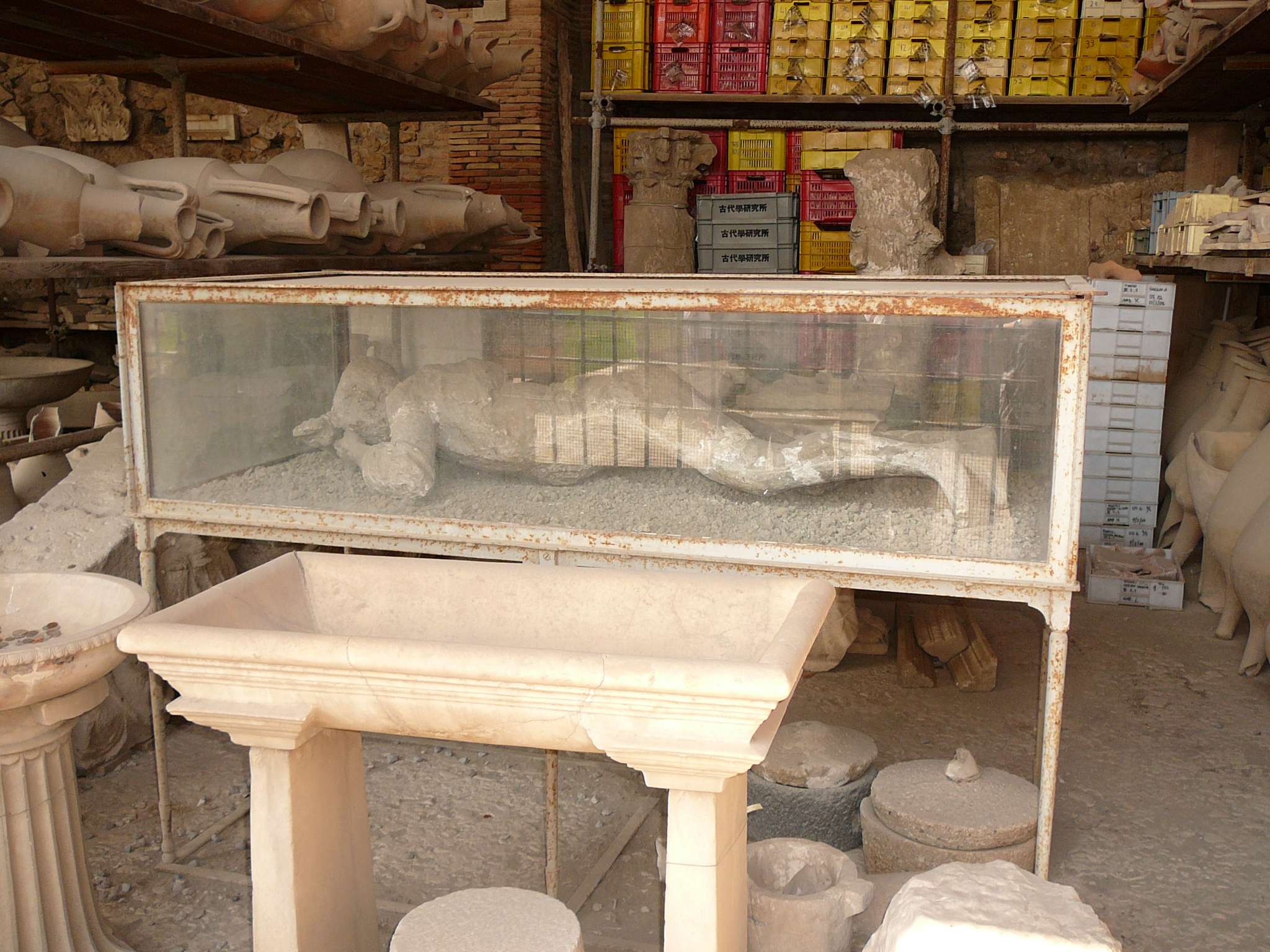
Objetos recuperados em Pompeia
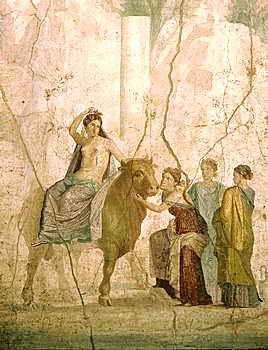
Europa (afresco)
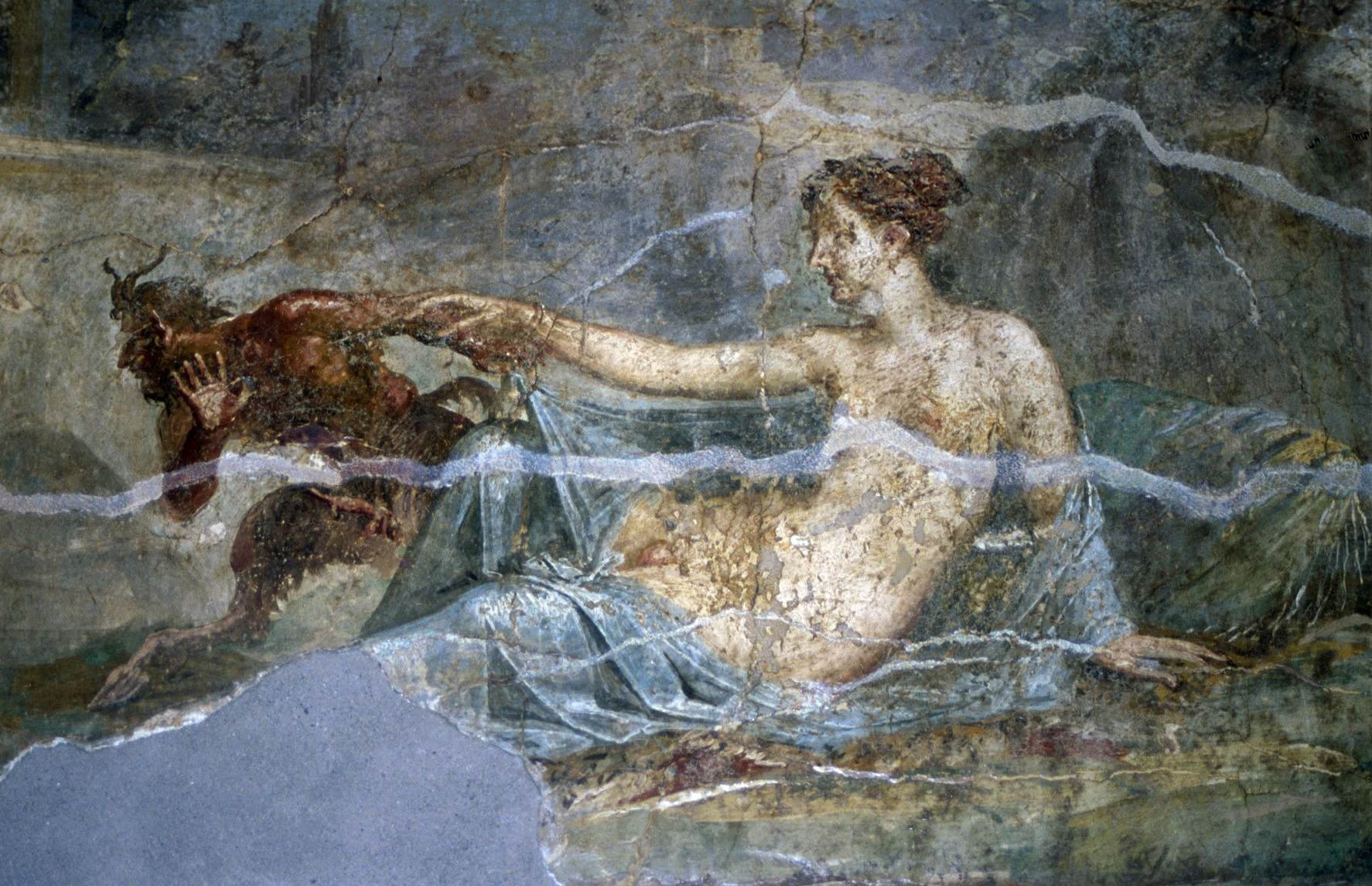
Pan e Hermafrodite (afresco)
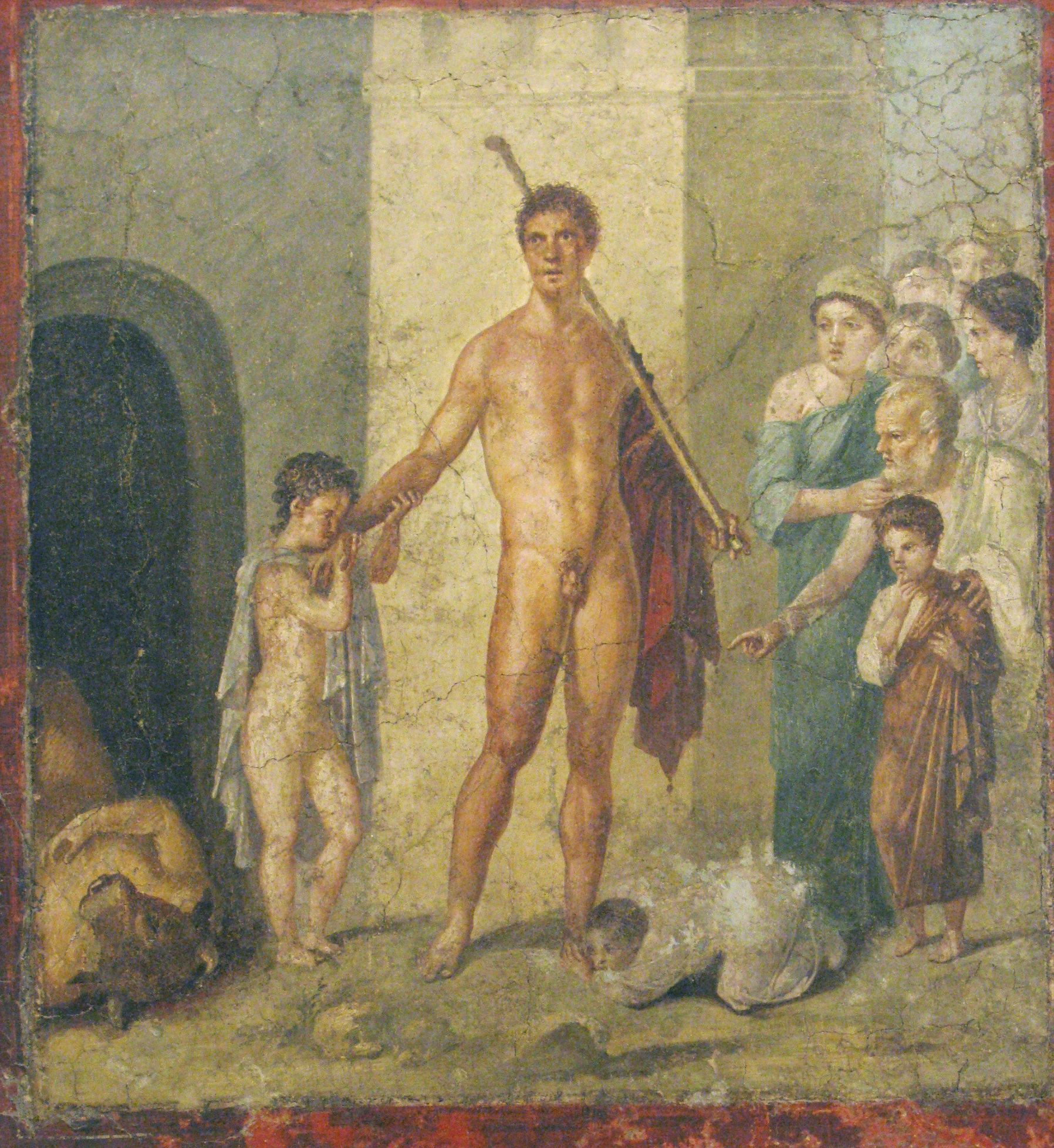
Teseu libertando uma criança do Minotauro (afresco)
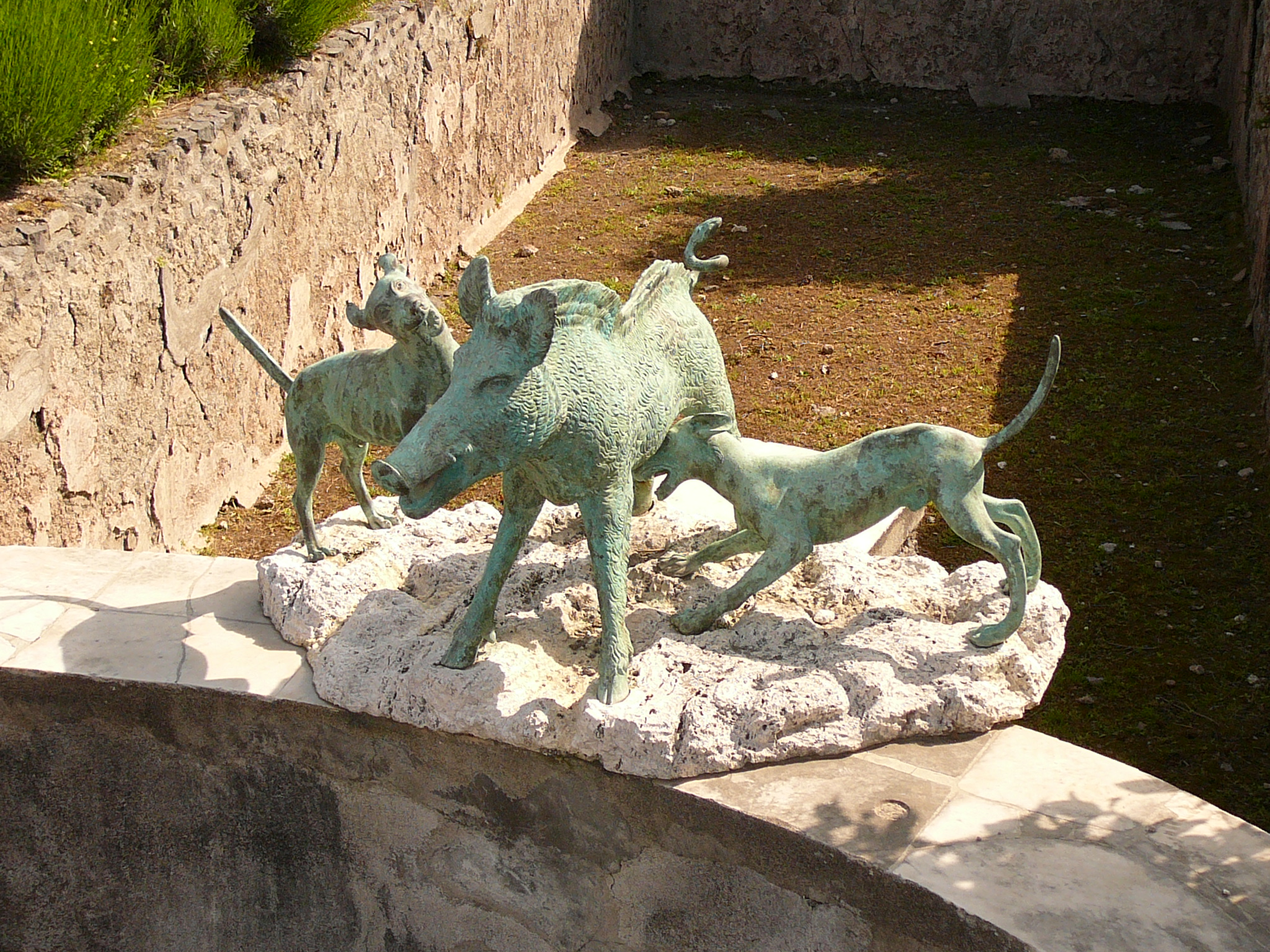
Esculturas